# Вибрато
Вибрато је музичка техника у интерпретацији вокалне и инструменталне музике. У вокалној музици, препознаје се као редовна и пулсирајућа промена у висини гласа тона, а у инструменталној као техника свирања леве руке где музичар не дижући прст са жице лагано га "љуља" и тако ствара вибрирајући звук тона. Уопштено га карактеришу сљедећи фактори: брзина вибрирања (колико брзо тон иде горе-доле), распон (замах) тона и модулација интензитета.

## Вибрато и Тремоло
Упркос томе што се учинак вибрата и тремола понекад примењују наизменично, дефинишу се као одвојени и засебни ефекти. Вибрата је у музичком нотном запису као трајна/непрекидана периодична варијација обима фреквенције с нагласком на/према ноти као темељу, док је тремоло повремена/прекидана варијација амплитуде тона гласноће. Уз помоћ електроничке манипулације (неком другом техничком обрадом тонског сигнала), или уградбом тзв., вибрата канала у гитарска појачала у пракси глазбеник певач, или сами глазбени инструмент без тих помагала тешко може постићи беспрекорну изведбу вибрата или тремола. Чешћа је и установљенија замена појмова где се ефект вибрато понекад сматра и назива тремоло, као што је случај назива и упорабе ручице „тремоло арм” на телу електричне гитаре, која може настати као резултат упорабе ствараћи класични вибрато учинак.

## Вибрато у вокалном певању
Глас је природни људски вибрато који настаје спонтано (природно или уз вежбу) а састоји се од вокалног форманта (део спектра тона као резултат резонанције) и периодичне промене фреквенције и амплитуде титраја гласнице. Техничка примена и настанак вибрата у певању још није у потпуности разјашњена, јер се двоји да вибрато изведе физиолошки тремор које произведе антагностички мишић у гркљану, или је он настанак певања из дијафрагме која без сумње такође произведи „леп вибрато”.
Вибрато уз мање промене стално је присутан у музици, а понекад се на гудачким и дувачким инструментима користи и намерно као стилска фигура. За разлику од неких не вибрирајућих звукова, попут звона, вибрато се оправдано сматра живим звуком. Стога се особито користи у класичној музици. У музичкој пракси с’ разним облицима промене тона обично се надопуњава с тремолом, чије је разграничење тих сродних феномена тешко разликовати.
У овим примерима приказана је сличност ових двеју ефеката тона:
| Пример класичног вибрата (фреквенцијска модулација) од 6Хз         |
| Пример класичног тремола (моделирајућа амплитуда) од 6Хз           |
| Пример преклапања вибрата и тремола између два тона од 500 и 506Хз |

## Вибрато на музичким инструментима
На флаути извођење вибрата користи се ретко и селективно, на неколико начина:
1. Вибрато из дијафрагме
2. Вибрато из грла музичара
3. Пулсирајући титрај прстом на рубу поједине рупе на средњем делу цеви, с’ циљем да се отвор потпуно не затвори (Флатементација - техника свирања барокне музике на флаути, која се као преформанс у музици флауте, али и других инструмената примењује посебно у Француској).

На жичаним инструментима вибрато се изводи покретањем прста напред-назад по жици инструмента. У симфонијској музици и гудачким оркестрима вибрато је у композицији у двадесетим годинама 20. века задавао велике проблеме и познатим компоуиторима као што су: Стравински и Шенберг. Исти су и изразили негативан став према целој проблематици. Од 90-их постоје напутци и водићи што правилнијем свирању вибрата.
На оргуљама вибрато се изводи применом регистара оргуља, где се постојећи звук интонира двогласно, а којем се глас од гласа мало разликује у висини фреквенције. Сматра се да су италијански справљачи оргуља из 16. века ефект вибрата највјерније предочили и прближили боји и варијацији људског гласа.